# فلوريان شميت
فلوريان شميت (بالألمانية: Florian Schmidt)‏ هو لاعب رماية ألماني، ولد في 31 مارس 1986 في فرانكفورت في ألمانيا.

## وصلات خارجية
- فلوريان شميت على موقع الاتحاد الدولي (الإنجليزية)
- فلوريان شميت على موقع اللجنة الأولمبية الدولية (الإنجليزية)
- فلوريان شميت على موقع أوليمبيديا (الإنجليزية)
- فلوريان شميت على موقع اللجنة الأولمبية الألمانية (الألمانية)